# Sassan
Sassan II (segle ii) va ser rei de Fars (Pèrsia) fundador de la dinastia sassànida, que regirà l'Imperi Persa a partir del seu net Artaxerxes I.
Segons les cròniques d'Artaxerxes, Sassan era un pastor o un soldat al servei o acollit pel rei i astròleg Papak II que descendia dels aquemènides, encara que ho mantenia en secret. Però un somni va revelar a Papak que un fill de Sassan governaria el món, pel que li va donar la mà de la seva filla. D'aquest matrimoni naixeria Artaxerxes, que va vèncer als parts i es va proclamar rei de reis. Més tard, quan ja eren ancians, Sassan i Papak van discutir i van acudir a Artaxerxes, que ja era rei, perquè actuara de jutge. Aquest va resoldre la disputa proclamant-se fill de Papak i descendent de Sassan.
Actualment els historiadors accepten majoritàriament que Artaxerxes era fill de Papak i net de Sassan, sobretot arran de la troballa d'una inscripció en la kaaba de Zoroastre que defineix a Papak com pare d'Artaxerxes i a Sassan com el seu ancestre. Segons aquesta mateixa inscripció la mare d'Artaxerxes es deia Denak, però no especifica si era la dona de Sassan o no.
Altra diferència entre ambdós personatges radica en els apel·latius que figuren en les inscripcions. Mentre que Sassan és dit Senyor, Papak figura com Déu, que pot interpretar-se en el ritual persa com el nostre actual majestat.